# 株洲紅旗路高架橋坍塌
株洲紅旗路高架橋坍塌發生於2009年5月17日下午16时24分。湖南株洲市红旗路待拆除的高架桥全长约2750米，約有160米坍塌。
據中國官方媒體報導，倒塌橋樑壓毀24輛車，包括1輛公交車，已至9死16人傷。
政府處理事故的對策包括组织民政、劳动、工会等部门安撫死伤人员家属，对死者家属实行“一对一”跟踪服务。
事故發生後不到10天，整座橋在5月27日上午爆破拆除。